# Forn del Verinal
El Forn del Verinal és una obra de Santa Coloma de Farners (Selva) inclosa a l'Inventari del Patrimoni Arquitectònic de Catalunya.

## Descripció
Es tracta d'un forn de rajols situat al marge del camí que actualment costa de localitzar. Sembla que es conserva força bé tot i estar totalment cobert per la vegetació. Al primer terme hi ha un arc rebaixat de rajols dividit per un pilar de pedra i rajol. A banda i banda, es veuen les dues boques formades per arcs de rajol irregulars i el forat de les dues cambres on es realitzava la cocció del material.

## Història
Segons Botet i Sisó, citat per Colldemont, al terme de Santa Coloma de Farners hi havia cinc forns de rajols.